# Wandella orana
Wandella orana är en spindelart som beskrevs av Gray 1994. Wandella orana ingår i släktet Wandella och familjen Filistatidae.
Artens utbredningsområde är New South Wales. Inga underarter finns listade i Catalogue of Life.